# Agaleptus wallabergeri
Agaleptus wallabergeri là một loài bọ cánh cứng trong họ Cerambycidae.